# Nurniczki
Nurniczki (Aethiinae) – podrodzina ptaków z rodziny alk (Alcidae).

## Występowanie
Podrodzina obejmuje gatunki występujące na wybrzeżach Eurazji i Ameryki Północnej.

## Systematyka
Do podrodziny należą następujące rodzaje:
- Cerorhinca Bonaparte, 1828 – jedynym przedstawicielem jest Cerorhinca monocerata (Pallas, 1811) – nurek
- Fratercula Brisson, 1760
- Ptychoramphus von Brandt, 1837 – jedynym przedstawicielem jest Ptychoramphus aleuticus (Pallas, 1811) – nurniczek ciemny
- Aethia Merrem, 1788